# Episodi di Titeuf (quarta stagione)
Questi sono gli episodi della quarta stagione di Titeuf.
1. Thérèse
2. Les faiseurs de justice
3. Le pétunia de la mort
4. Ramatou
5. Le cours de dessin
6. Les écologisateurs
7. Le mutant vert
8. Le grand départ
9. Le correspondant étranger
10. Manger bouger
11. Le cahier de souvenirs
12. La beauté du poil
13. Les mèches noires
14. Prince et princesse
15. Malade à tout prix
16. Jurassic love
17. Doggy sitter
18. La maladie du baiser
19. Photogaffe
20. Dans la peau d'une fille
21. Le cours d'éducation sexuelle
22. La polygamite du zizi
23. Le test de piscine
24. Allergik (avec un k)
25. L'exposé de l'enfer
26. Kiki le T-Rex
27. La justice au téléphone
28. Voyage à l'intérieur du dedans
29. Voyage à l'intérieur du dedans... d'une fille
30. Mûrir d'amur
31. La puanteur du moisi vivant
32. Opération turboprout
33. La dopamine du cerveau
34. Water causette
35. La fondue des glaces
36. Karatéteuf
37. Le pisto laser atomique
38. Neige de printemps
39. Identité super secrète
40. Fausse monnaie
41. La voix de l'homme
42. Alerte au bisou
43. Titanotor
44. La danse du slip
45. Le remplaçant
46. Mauvaise réputation
47. La puce du zizi
48. Le grand plongeon
49. Amour et postillons
50. Les toilettes de l'enfer
51. Contaminator
52. Le héros masqué
53. Opération hérisson
54. Le chevalier de la morve
55. Bouger casser
56. La couiqueuse de pesticules
57. T'es pô un cadeau
58. Le retour du slip maudit
59. La recette du chef
60. J'ai oublié mon slip
61. Le dopage du biceps
62. J'ai perdu mon pépé
63. Le meilleur d'entre nous
64. Traitement relaxatif
65. Enfumage de slip
66. L'attaque du maïs mutant
67. Ma bonne étoile
68. Ma méga bonne étoile
69. Le seigneur du platane
70. Eruditionnage
71. D'amûr et d'eau fraîche
72. Combat de neurones
73. Les maîtres du temps qui fuite
74. Une stratégie bien huilée
75. Le plâtre de l'amour
76. La nuit du chien-garou (episodio speciale da 22 minuti)